# توراسيميد
توراسيميد (بالإنجليزية: Torasemide)‏ أو تورسيميد (بالإنجليزية: Torsemide)‏، دواء مدر للبول يستخدم لعلاج احتباس السوائل الناتج عن قصور القلب، أمراض الكلى، أمراض الكبد، وارتفاع ضغط الدم. لكنه لا يعتبر العلاج المفضل لارتفاع ضغط الدم. يؤخذ عن طريق الفم أو عن طريق الحقن الوريدي.
تشمل الآثار الجانبية الشائعة الصداع، زيادة عدد مرات التبول، الإسهال، السعال، والدوخة. قد تشمل الآثار الجانبية الأخرى فقدان السمع وانخفاض مستوى بوتاسيوم الدم. توراسيميد عبارة عن سلفوناميد ومدر عروة. لا ينصح باستخدامه في الحمل أو الرضاعة الطبيعية. وهو يعمل على إنقاص إعادة امتصاص الكلى للصوديوم.
تم تسجيل براءة اختراع تورسمايد في عام 1974 ودخلت حيز الاستخدام الطبي في عام 1993. وهو متوفر كدواء مكافئ. في عام 2017، كان الدواء 264 الأكثر شيوعاً في الولايات المتحدة، مع أكثر من مليون وصفة طبية.

## الاستخدامات الطبية
يتم استخدامه لعلاج احتباس السوائل بسبب قصور القلب وارتفاع ضغط الدم. مقارنة بالفوروسيميد، يرتبط توراسيميد بانخفاض الحاجة للاستشفاء عند مرضى قصور القلب وتحسن في تصنيف قصور القلب حسب التصنيف الوظيفي لجمعية القلب في نيو يورك. في حالة قصور القلب، قد يكون أكثر أماناً وفعالية من الفوروسيميد.

## الخصائص الدوائية و الفعالية العلاجية
هو مدر للبول يعمل على الجزأ الصاعد لعروة هنلي لتحفيز طرح الماء و شوارد الكلور و الصوديوم. توراسيميد أقوى بمرتين على الأقل من فوروسيميد على أساس الوزن مقابل الوزن وينتج إدرارًا مكافئًا للبول بتركيزات بولية منخفضة وله مدة عمل أطول مما يسمح بالإعطاء مرة واحدة يوميًا. يبدو أن توراسيميد يعزز إفراز البوتاسيوم والكالسيوم بدرجة أقل من فوروسيميد. في التجارب التي تصل مدتها إلى 48 أسبوعًا في المرضى الذين يعانون من ارتفاع ضغط الدم الخفيف إلى المعتدل ، تبين أن توراسيميد ، الذي يتم تناوله كجرعة يومية واحدة ، يحقق تحكمًا كافيًا في ضغط الدم يصل إلى حالة الاستقرار في غضون 8 إلى 12 أسبوعًا و قد اظهرت التجارب المقارنة التي اجريت لمدة تصل إلى 6 أشهر أن توراسيميد فعال مثل إنداباميد أو هيدروكلوروثيازيد أو مزيج من تريامتيرين / هيدروكلوروثيازيد في الحفاظ على السيطرة على ضغط الدم. كما تم استخدام Torasemide بنجاح لعلاج حالات الوذمة المرتبطة بفشل القلب الاحتقاني المزمن وأمراض الكلى والتليف الكبدي.
في التجارب السريرية حتى الآن ، تم تحمل توراسيميد جيدًا مع تأثيرات جانبية ذات طبيعة خفيفة وعابرة تم الإبلاغ عنها من قبل أعداد صغيرة فقط من المرضى. كانت التغييرات في المعايير البيوكيميائية شائعة ، بما في ذلك انخفاض مستويات الصوديوم والبوتاسيوم في البلازما وزيادة مستويات الكرياتينين في البلازما وحمض البوليك و هذه التغييرات نموذجية لمدرات البول العروية. لم تكن هناك تغييرات مهمة سريريًا ولم يتم ملاحظة تغييرات ذات صلة سريريًا في استقلاب الجلوكوز أو الكوليسترول أو مستويات الدهون الثلاثية أو في قيم الدم. وبالتالي ، فإن torasemide هو مدر للبول جديد مثير للاهتمام مع إمكانية استخدامه في علاج ارتفاع ضغط الدم الأساسي الخفيف إلى المعتدل والحالات الوذمية التي تتطلب العلاج الطويل الأمد بمدرات للبول.

## التأثيرات الجانبية
لم يظهر أي دليل في البشر على السمية الأذنية التي يسببها التورسمايد. قد تنقص مدرات العروة، بما في ذلك التورسيميد، من الثيامين، خاصة في الأشخاص الذين يعانون من نقص الوارد من الثيامين، وقد يؤدي هذا الاستنفاد إلى تفاقم قصور القلب. لذلك يجب إما إعطاء مكملات الثيامين أو فحص مستويات الثيامين في الدم لدى أولئك الذين يعالجون بمدرات البول بشكل دائم.

## الإطراح[17]
يتم إطراح التوراسيميد عن طريق الكبد و إفرازه في البراز حيث يتم إخراج حوالي 70-80٪ من الجرعة المعطاة عن طريق هذا المسار. من ناحية أخرى ، يطرح حوالي 20-30٪ من الجرعة المعطاة في البول.

## التداخلات الدوائية[17]
| اباكافير                   | قد يزيد توراسيميد من معدل إفراز أباكافير مما قد يؤدي إلى انخفاض مستواه في مصل الدم وربما انخفاض في الفعالية.         |
| أباتاسيبت                  | ممكن زيادة استقلاب التوراسيميد عند دمجه مع أباتاسيبت.                                                                |
| أبيراتيرون                 | ممكن أن ينخفض استقلاب التوراسيميد عندما يقترن بأبيراتيرون.                                                           |
| أكاربوز                    | يمكن زيادة الفعالية العلاجية لأكاربوز عند استخدامه مع توراسيميد.                                                     |
| أكبوتولول                  | قد يزيد توراسيميد من الفعالية الخافضة للضغط للأكبوتولول                                                              |
| أسيكلوفيناك                | يمكن ان تقلل الفعالية العلاجية لتوراسيميد عند استخدامه مع أسيكلوفيناك                                                |
| أسيمتاسين                  | يمكن ان تقلل الفعالية العلاجية لتوراسيميد عند استخدامه مع أسيمتاسين                                                  |
| الاكينوكومارول             | يمكن ان تقلل الفعالية العلاجية للاكينوكومارول عند استخدامه مع التوراسيميد                                            |
| اسيتامينوفين (باراسيتامول) | قد يزيد توراسيميد من معدل إطراح الاسيتامينوفين مما قد يؤدي إلى انخفاض مستوى الأخير في المصل وربما انخفاض في فعاليته. |
| الأسيتوهيكساميد            | يمكن زيادة الفعالية العلاجية للأسيتوهيكساميد عند استخدامه مع توراسيميد.                                              |

## كميائياً
بالمقارنة مع مدرات العروة الأخرى، فإن التورسمايد له تأثير إدراري أطول أمداً من جرعات مساوية له من الفوروسيميد وانخفاض نسبي في فقد البوتاسيوم.

## التسمية
توراسيميد Torasemide هو الاسم الموصى به للدواء (rINN) وفقاً لـ الاسم الدولي غير مسجل الملكية (INN)، وهو نظام تسمية الأدوية الذي تنسقه منظمة الصحة العالمية. تورسيميد Torsemide هو الاسم الرسمي للعقار وفقاً لـ الاسم المعتمد الأمريكي (USAN)، وهو نظام تسمية الأدوية المنسق من قبل مجلس الاسم المعتمد الأمريكي USAN، والذي ترعاه الجمعية الطبية الأمريكية (AMA)، دستور الأدوية الأمريكي (USP)، وجمعية الصيادلة الأمريكية (APhA).

## روابط خارجية
- "Torasemide". Drug Information Portal. U.S. National Library of Medicine. مؤرشف من الأصل في 2021-07-14.